# Roma da capitale a periferia
Roma da capitale a periferia è un libro scritto dal sociologo Franco Ferrarotti pubblicato nel 1970, nel quale l'autore analizza lo stato urbano, sociale, culturale, politico della capitale, focalizzando con attenzione le zone periferiche e le cosiddette borgate, nel tentativo di allargare la visione descrittiva tipica della sociologia urbana di quell'epoca, per affrontare un percorso, a tutto tondo, di spiegazione dei divari socio-economici.

## Descrizione
Il primo capitolo inizia con la descrizione e la spiegazione della transizione italiana verso una società neo-urbana e continua con l'introduzione allo studio delle borgate e delle baraccopoli romane, necessario per far cadere il mito della città omogenea, crogiolo di una comunità integrata, armonica ed equilibrata.
L'autore intravede un nuovo ruolo sociale per il semi-proletariato urbano, dato che, a partire dagli anni sessanta, sono divampate lotte per l'occupazione della casa, aventi, come conseguenza, la formazione di una nuova coscienza politica e sociale da parte dei borgatari. Ferrarotti individua, tra le cause del ristagno e del malessere sociale, la diffusione e il parassitismo della proprietà fondiaria. Prendendo spunto dai dati forniti dal censimento, l'autore prospetta al lettore un quadro sulle caratteristiche dei fabbricati, sulle modalità abitative e una breve storia della lottizzazione, completata da un esauriente elenco di personaggi coinvolti.
Le pagine seguenti snocciolano dati e tabelle riguardanti la pressione demografica; l'anomale situazione romana che presenta come unica industria, quella della burocrazia; il tentativo di studiare i vertici sociali e i centri di potere, dalla scomoda posizione di chi li subisce, con un occhio sempre rivolto al modello marxiano, che prevede non solo indagini a fine di conoscenza ma anche una spinta al cambiamento.
Ferrarrotti introduce il lettore nella vita dei baraccati e degli emarginati, conducendo, parallelamente, una nemmeno troppo velata critica alle scienze sociali e al loro senso, al loro scopo e alla incidenza distorsiva dei modelli culturali e politici di riferimento, i quali possono distorcere sia le indagini sociologiche sia le conclusioni ricavabili da esse.
Nel secondo capitolo, l'autore, fa la radiografia del tipo di borgata, a cominciare dalle condizioni precarie igienico-sanitarie in cui vive il residente, proseguendo con la storia delle borgate e le responsabilità del regime fascista, terminando con l'eventuale mestiere praticato dagli abitanti e con le caratteristiche generali delle borgate.
Il terzo capitolo penetra ancora più in profondità nell'osservazione delle borgate, prendendone una come modello di studio: la Borgata Alessandrina. Dopo la descrizione della zona e della sua storia, Ferrarotti propone un quadro socio-economico e una composizione professionale, seguito da uno studio sui redditi, sull'immobilismo sociale, sulle prospettive di vita e di carriera, sull'isolamento familiare e sociale, sulle strutture scolastiche, sulle insufficienze strutturali, sul fenomeno delle classi differenziali, sulla divisione classista.
Il quarto capitolo consente al lettore di venire a conoscenza degli usi e costumi di quattro tipiche borgate, prese come esempio. Ferrarotti si sofferma anche sulle tendenze politiche desunte dalle elezioni, dalle relazioni fra la condizione sociale-territoriale e il voto, l'incidenza dei fattori culturali; inoltre non mancano notizie sulle zone abusive, e una ricerca sulle tracce subculturali.
Il quinto capitolo riprende la tematica politica, descrivendo il tipo di attività svolta nell'ambito delle sezioni di partito, alla quale si aggiunge una varietà di attività culturali. Ferrarotti focalizza due fenomeni emergenti: il disinteresse politico e l'auto-organizzazione.

## Edizioni
- Franco Ferrarotti, Roma da capitale a periferia, Laterza, 1970,  pp.270 , cap.7.